# Jizre’el
Jizre’el (hebr. יזרעאל; ang. Yizre'el) – kibuc położony w Samorządzie Regionu Ha-Gilboa, w Dystrykcie Północnym, w Izraelu. Członek Ruchu Kibuców (Ha-Tenu’a ha-Kibbucit).

## Położenie
Kibuc Jizre’el jest położony na wysokości od 60 do 103 metrów n.p.m. na szczycie wzgórza Giwat Jizre’el (103 m n.p.m.), które wznosi się na południowej krawędzi Doliny Charod, na północy Izraela. Wzgórze Giwat Jizre’el przechodzi w kierunku południowo-wschodnim we wzgórze Tel Jizre’el (100 m n.p.m.) i dalej we Wzgórza Gilboa (góra Har Sza’ul osiąga tutaj wysokość 302 m n.p.m.). Po stronie północno-wschodniej kibucu teren stromo opada sto metrów w dół do Doliny Charod. Na północ od kibucu płynie strumień Jezreel, a na wschodzie jest strumień Nawot. Oba spływają do Doliny Charod, gdzie zasilają rzekę Charod spływającą na wschód do depresji Doliny Jordanu. Teren położony na zachód od kibucu jest płaski i jest częścią intensywnie użytkowanej rolniczo Doliny Jezreel w Dolnej Galilei. W jego otoczeniu znajduje się miasto Afula, kibuc Merchawja, moszawy Merchawja, Kefar Jechezkel, Perazon i Awital, wsie komunalne Gidona, Merkaz Ja’el i Gan Ner, oraz wsie arabskie Sulam i Sandala. W odległości 4 km na południe przebiega mur bezpieczeństwa oddzielający terytorium Izraela od Autonomii Palestyńskiej.
Jizre’el jest położony w Samorządzie Regionu Ha-Gilboa, w Poddystrykcie Jezreel, w Dystrykcie Północnym Izraela.

## Historia

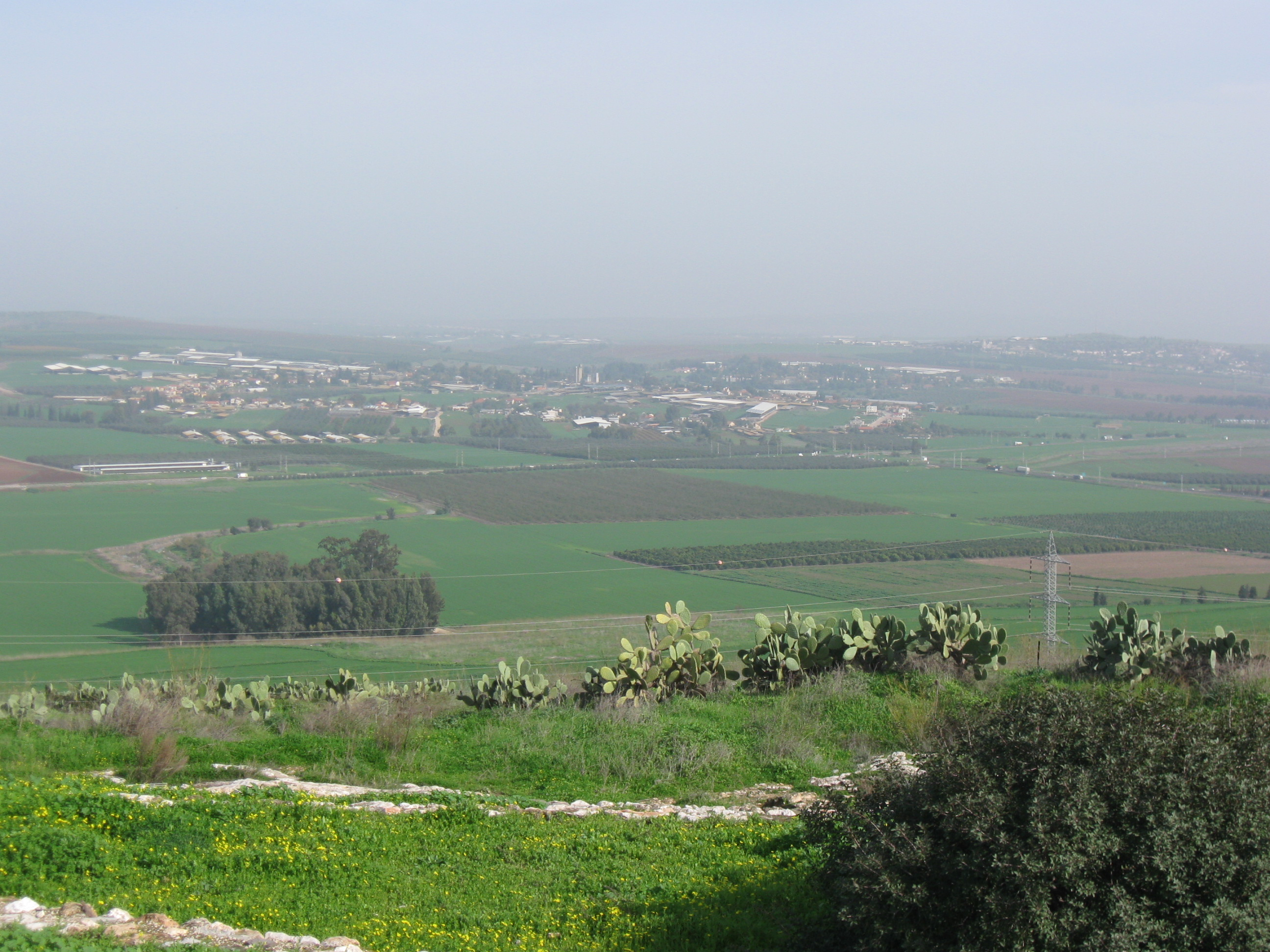
Widok z Tel Jizre’el na Dolinę Charod. Widoczny kibuc Kefar Jechezkel

Pierwotnie w okolicy tej znajdowało się starożytne miasto Jizreel. Po podboju muzułmańskim w VII wieku, nazwę miejscowości zmieniono na Zirin. Krzyżowcy nazywali ją Le Petit Gerin, a w 1517 roku weszło do Imperium Osmańskiego. Po I wojnie światowej w 1918 roku cała Palestyna przeszła pod panowanie Brytyjczyków, który w 1921 roku utworzyli Brytyjski Mandat Palestyny. Umożliwiło to rozwój osadnictwa żydowskiego w Palestynie. W poszukiwaniu skutecznego rozwiązania narastającego konfliktu izraelsko-arabskiego w dniu 29 listopada 1947 roku została przyjęta Rezolucja Zgromadzenia Ogólnego ONZ nr 181. Zakładała ona między innymi, że wieś Zirin miała znaleźć się w granicach nowo utworzonego państwa żydowskiego. Arabowie odrzucili tę rezolucję i dzień później doprowadzili do wybuchu wojny domowej w Mandacie Palestyny. Od samego początku wojny okoliczne wioski były wykorzystywane przez arabskie milicje, które sparaliżowały żydowską komunikację w całym regionie.  Wieś Zirin znalazła się pośrodku terytoriów żydowskich. Była to szczególnie ważna strategicznie pozycja, która umożliwiała atakowanie głównych szlaków komunikacyjnych przechodzących przez Dolinę Jezreel. Z tego powodu, od samego początku wojny we wsi stacjonowały siły Arabskiej Armii Wyzwoleńczej. Zmusiło to żydowską organizację paramilitarną Hagana do wzmocnienia swojej obecności w tym rejonie i chronienia konwojów jadących z zaopatrzeniem do żydowskich osiedli. Siły Palmach przeprowadziły w dniu 20 kwietnia 1948 roku nieudaną próbę zajęcia wioski. Po tym ataku z Zirin uciekły wszystkie kobiety i dzieci. Podczas I wojny izraelsko-arabskiej, w dniu 28 maja 1948 roku izraelska armia rozpoczęła operację „Erez”, w trakcie której zajęto wieś Zirin. Mieszkańców wysiedlono, a większość domów wysadzono.
W dniu 20 sierpnia 1948 roku w ocalałych domach wioski Zirin zamieszkali żołnierze jednostki Palmach. Utworzyli oni w ten sposób nowy kibuc, nazwany od sąsiedniego stanowiska archeologicznego Jizre’el. W 1950 roku przenieśli się do dzisiejszej lokalizacji kibucu (kilkaset metrów na zachód od pierwotnego miejsca). W nowym miejscu były dużo trudniejsze warunki życia, gdyż pionierzy musieli mieszkać w namiotach i prymitywnych szałasach. Pracę rolniczą łączono z pełnieniem zadań obronnych, wykonując zadania patrolowe i budując umocnienia na wypadek ataku irackiego korpusu ekspedycyjnego stacjonującego w pobliżu. Trudne warunki życia zniechęcały mieszkańców i powodowały odpływ młodzieży. Aby wzmocnić kibuc, w 1956 roku osiedlono w nim grupę imigrantów z Republiki Południowej Afryki, Australii i Nowej Zelandii.

## Demografia
Większość mieszkańców kibucu jest Żydami:

## Gospodarka i infrastruktura
Gospodarka kibucu opiera się na intensywnym rolnictwie i sadownictwie. Uprawy polne obejmują bawełnę, pomidory, pszenicę, słonecznik, koniczynę, ciecierzycę i inne. Od 2006 roku rozpoczęto wprowadzanie upraw szklarniowych. Ważną część lokalnej gospodarki stanowi sad migdałowców, który pod koniec 2006 roku zajmował powierzchnię 950 akrów. W kibucu jest ferma drobiu i hodowla bydła - 300 krów mlecznych wytwarza około 3,5 mln litrów mleka rocznie. W tutejszych stawach hodowlanych hoduje się ryby ozdobne i jadalne. Założona w 1983 roku firma Maytronics była pionierem w technologiach automatyki i robotyki czyszczenia prywatnych i komercyjnych basenów. Firma jest uznanym liderem na rynku, sprzedając swoje produkty na całym świecie. Forma Jizrael Tamuz jest wiodącym producentem technologii przemysłu energii odnawialnych. Swoje produkty sprzedaje w kraju i na Dalekim Wschodzie. W kibucu jest przychodnia zdrowia, sklep wielobranżowy i warsztat mechaniczny.

## Transport
Z kibucu wyjeżdża się na południe na drogę nr 675, którą jadąc na zachód dojeżdża się do skrzyżowania z drogą nr 60 i dalej do moszawu Awital i wioski Merkaz Ja’el, lub jadąc na wschód dojeżdża się do skrzyżowania z drogą nr 667 (prowadzi we Wzgórza Gilboa do kibucu Ma’ale Gilboa) i dalej do skrzyżowania z drogą nr 71 (prowadzi na wschód do Doliny Charod i moszawu Kefar Jechezkel). Wzdłuż zachodniej granicy kibucu przebiega droga nr 60, którą jadąc na północny zachód dojeżdża się do miasta Afula, lub jadąc na południe dojeżdża się do moszawu Perazon i dalej do wsi Gan Ner.

## Edukacja  i kultura
Kibuc utrzymuje przedszkole. Starsze dzieci są dowożone do szkoły podstawowej i średniej w kibucu En Charod Me’uchad. W kibucu znajduje się ośrodek kultury z biblioteką, basen kąpielowy, sala sportowa z siłownią, korty tenisowe oraz boisko. Kibuc posiada własną synagogę. Od 1970 roku w kibucu trenuje się rugby. Stało się to za sprawą imigrantów z Republiki Południowej Afryki, którzy po osiedleniu się w Jizre’el założyli drużynę rugby.

## Turystyka
Największą tutejszą atrakcją turystyczną jest położone na południowy wschód od kibucu wzgórze i stanowisko archeologiczne Tel Jizre’el. Znajdował się tutaj zimowy pałac królów panujących w północnym Królestwie Izraela. Ze wzgórza rozciąga się panorama na całą okolicę. Dalej na wschodzie znajduje się sztuczny stok narciarski.